# فابين دالي
فابين دالي (بالفرنسية: Fabienne Dali)‏ هي ممثلة فرنسية، ولدت في 22 سبتمبر 1941 في باهاماس.

## وصلات خارجية
- فابين دالي على موقع IMDb (الإنجليزية)
- فابين دالي على موقع ألو سيني (الفرنسية)
- فابين دالي على موقع قاعدة بيانات الفيلم (الإنجليزية)